# Stefan Łomnicki
Stefan Edward Łomnicki (ur. 18 marca 1898 w Leszczkowie, zm. wiosną 1940 w Charkowie) – kapitan piechoty Wojska Polskiego, działacz niepodległościowy, kawaler Orderu Virtuti Militari, ofiara zbrodni katyńskiej.

## Życiorys
Syn Stanisława i Stefanii z Lewandowski urodzony 18 marca 1898 w Leszczkowie, w ówczesnym powiecie sokalskim Królestwa Galicji i Lodomerii.
Od 1913 był członkiem „Sokoła”. W sierpniu 1914 wstąpił do Legionu Wschodniego. W czasie I wojny światowej walczył w szeregach 3 pułku piechoty Legionów Polskich. 22 lutego 1915 został ranny. Przebywał w szpitalu, a następnie w Domu Rekonwalescentów w Kamieńsku. W lipcu 1915 został przydzielony do 6 pułku piechoty Legionów Polskich. Latem 1917, po kryzysie przysięgowym, został wcielony cesarskiej i królewskiej armii.
Po odzyskaniu niepodległości wstąpił do Wojska Polskiego. Ukończył szkołę oficerską. Walczył w obronie Lwowa oraz wojnie polsko-bolszewickiej w szeregach 24 pułku piechoty.
W 1922 został zweryfikowany w stopniu porucznika ze starszeństwem z dniem 1 czerwca 1919 i 1652. lokatą w korpusie oficerów rezerwy piechoty. Jako były oficer zawodowy został zatrzymany w służbie czynnej, w 24 pułku piechoty w Łucku. Ukończył Centralną Szkołę Strzelań w Toruniu. 15 maja 1930 został powołany do służby czynnej i przemianowany na oficera zawodowego w stopniu porucznika ze starszeństwem z dniem 1 lipca 1919 roku i 38. lokatą w korpusie oficerów piechoty. W 1931 został awansowany na stopień kapitana piechoty ze starszeństwem z dniem 1 stycznia 1931 w korpusie oficerów piechoty. 26 marca 1931 otrzymał przeniesienie do Korpusu Ochrony Pogranicza. Służył w Brygadzie KOP „Wołyń”. 3 sierpnia 1931 został przeniesiony do 68 pułku piechoty we Wrześni. Z dniem 31 maja 1932 został przeniesiony w stan spoczynku. W 1934 pozostawał w ewidencji Powiatowej Komendy Uzupełnień Łuck. Posiadał przydział do Oficerskiej Kadry Okręgowej Nr II. Był wówczas „przewidziany do użycia w czasie wojny”. W ramach osadnictwa wojskowego otrzymał działkę w osadzie wojskowej Chrask, w powiecie łuckim, na której gospodarował po zakończeniu służby wojskowej.
W czasie kampanii wrześniowej 1939 – po agresji ZSRR na Polskę – w nieznanych okolicznościach dostał się do niewoli sowieckiej i osadzono go w obozie w Starobielsku. Wiosną 1940 został zamordowany przez funkcjonariuszy NKWD w Charkowie i pogrzebany potajemnie w bezimiennej mogile zbiorowej w Piatichatkach, gdzie od 17 czerwca 2000 mieści się oficjalnie Cmentarz Ofiar Totalitaryzmu w Charkowie. Figuruje na Liście Starobielskiej NKWD pod pozycją 2015.
5 października 2007 minister obrony narodowej Aleksander Szczygło mianował go pośmiertnie na stopień majora. Awans został ogłoszony 9 listopada 2007 w Warszawie, w trakcie uroczystości „Katyń Pamiętamy – Uczcijmy Pamięć Bohaterów”.

## Ordery i odznaczenia
- Krzyż Srebrny Orderu Wojskowego Virtuti Militari nr 680 – 28 lutego 1921[18][1]
- Krzyż Niepodległości – 12 maja 1931[19]
- Krzyż Walecznych czterokrotnie[20]
- Medal Pamiątkowy za Wojnę 1918–1921[20]
- Medal Dziesięciolecia Odzyskanej Niepodległości[20]
- Odznaka za Rany i Kontuzje z trzema gwiazdkami[21]